# Wirklicher Staatsrat (Russland)
Wirklicher Staatsrat (russ. действительный статский советник, deistwitelnyi statski sowetnik) war ein ziviler Rang im Russischen Kaiserreich. Er wurde durch Peter den Großen 1724 als Rang vierter Klasse eingeführt, im selben Jahr wurde der Geheimrat von der vierten in die dritte Klasse hochgestuft. Der Inhaber sollte als „Ihre Exzellenz“ angesprochen werden (russisch Ваше Превосходительство, Vashe Prevoskhoditelstvo).

## Personen
Einige bekannte Inhaber:
- Pjotr Lwowitsch Bark
- Arthur Boettcher
- Ernst Bonnell
- Konstantin Michailowitsch Bykowski
- Pjotr Doroschin
- Georg von Engelhardt
- Otto Wilhelm von Essen
- Christian Friedrich Graefe
- Reinhold Samson von Himmelstjerna
- Flor Jakowlewitsch Jermakow
- Moritz Engelbrecht von Kursell
- Nikolai Arsenjewitsch Orlow
- Samuil Solmonowitsch Poljakow
- Friedrich von Rosen
- Alexander Anton Rosenberg
- Edmund Russow
- Carl Schmidt
- Ilja Nikolajewitsch Uljanow
- Alexander Unterberger
- Friedrich Unterberger
- Carl von Vetterlein
- Wladimir Michailowitsch von Völkner
- Christoph Friedrich von Walther
- Alexei Semjonowitsch Wischnjakow
- Georg von Wrangel
- Ferdinand von Wrangell